# Hostivické rybníky
Hostivické rybníky jsou přírodní památka nacházející se za západním okrajem Prahy, přibližně 4 km od Zličína, v katastrech obcí Hostivice, Břve a Litovice. Toto maloplošné chráněné území bylo zřízeno 14. října 1996 Okresním úřadem Praha-západ k ochraně přírodních společenstev hostivické rybniční soustavy, která zahrnuje rybníky Břevský, Kalý a Litovický. Na přiléhající mokřady a lesy jsou vázány vzácné a ohrožené druhy rostlin a živočichů. Za vlády Rudolfa II. sloužila oblast rybníků jako zdroj užitkové vody pro Pražský hrad.
V roce 1972 zde byla objevena kalichovka půvabná (Haasiella venustissima), která tehdy rostla jen na dvou lokalitách v ČSSR. V okolí rákosin dodnes vytrvaly ostřice trsnatá (Carex cespitosa), rdesno hadí kořen (Bistorta maior) a krvavec toten (Sanquisorba officinalis). V minulosti se zde vyskytoval i prstnatec májový nebo topol černý, dnes už je tu ale nenajdeme.
Tato lokalita je díky střídání vodních ploch s lesem a rákosinami velmi atraktivní pro ptactvo. Vyskytuje se zde zhruba 30 zvláště chráněných druhů. Pravidelně zde hnízdí potápka roháč (Podiceps cristatus), potápka černokrká (Podiceps nigricollis) a potápka malá (Podiceps ruficollis), což jsou druhy ohrožené. Zajímavý je výskyt netopýrů – v posledních letech zde bylo prokázáno 10 druhů. Nad Litovickým rybníkem tak loví např. netopýr vodní (Myotis daubentonii) a netopýr ušatý (Plecotus auritus).

## Historie
Litovické údolí lákalo k osidlování již v období neolitu (mladší doby kamenné). Nejstarší osídlení v oblasti hostivických rybníků je doloženo na návrší nynější obce Břve a na vrchu Krahulov. Ten byl v té době ještě obklopen bažinou, což místním poskytovalo ochranu před nepřáteli. První zmínka o Břvích pochází z roku 1184 a jejich název je odvozen z břeven (dřevěných trámů), která byla pokládána na stezky v bažinách. Nejstarší záznam o Litovicích se dochoval na listině z roku 1266. Samotná zmínka o Hostivici pochází ze 14. století. Všechny tři obce sjednotil pod jedno panství Gothard Žďárský ze Žďáru kolem roku 1640. Do roku 1720 získal tyto obce Karel Jáchym Breda. Na počátku 19. století se Hostivice stala majetkem císařské rodiny a koncem století ji spojila železniční dráha s Prahou, díky čemuž se do této oblasti dostal průmysl.

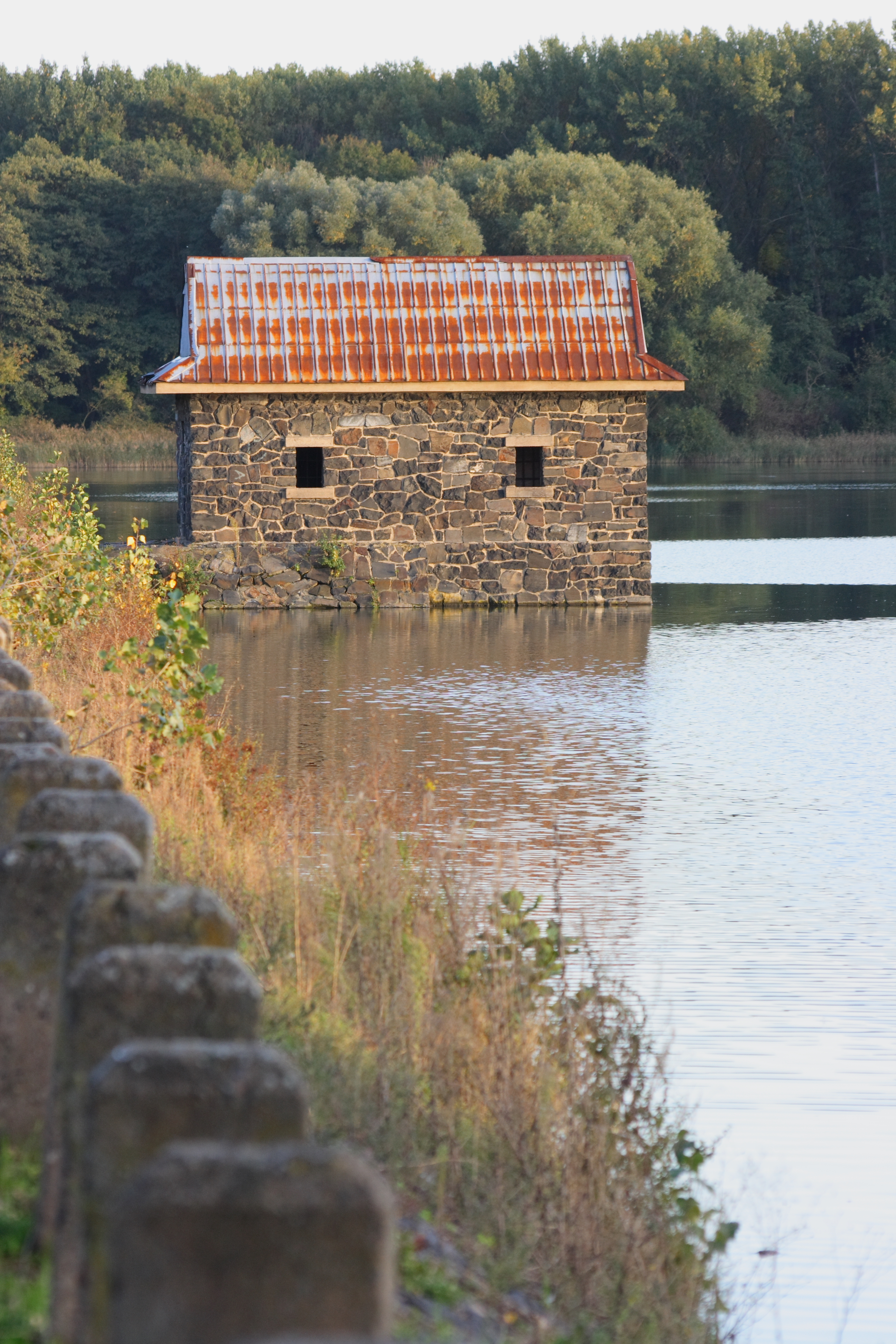
Hráz Litovického rybníka

Z historického hlediska bylo důležité, že tato rybniční soustava sloužila jako zdrojová oblast vody pro vodovod, který zásoboval Pražský hrad v době vlády Rudolfa II. Je jisté, že v této době byla rybniční síť rozsáhlejší, přesná velikost však není známa. Po přesunu moci do Vídně (1620) upadl o tyto lokality zájem, zejména o hradní vodovod. V době před třicetiletou válkou je doložena existence pouze dvou rybníků. Z urbáře z roku 1662 je zřejmé, že se zde nacházel Litovický, Hoření a Kaprový rybník, k němuž patří sádky. Na Břvích se nalézal rybník Břevský při krčmě, pustý Nekejcov, Kala v Bažantnici a Nový Čížek (též V Čekale). Roku 1723 vytvořil císařský geodet Antonín Leopold František Klose plán, na kterém jsou zaznamenány rybníky: Starý Chýňský (neboli Strahovský), Břevský, Nekejcov, Kala, Litovický, V Čekale, Pátek (neboli Zvoníčkový či Peterkův). Z vojenského mapování z roku 1953 je patrné, že došlo k odlesnění okolí rybníka a následnému vysoušení části mokřadů. Když se po vzniku Československa v roce 1918 stal Pražský hrad sídlem hlavy státu, došlo opět k zvýšení nároků na dodávky vody, a to zejména do nově budovaných zahrad projektovaných Josipem Plečnikem. V této době existovaly z původních sedmi rybníků již jen tři: Kala, Břve a Bašta, z ostatních zbyly pouze hráze. Při následném průzkumu byl zjištěn nevyhovující stav většiny rybníků, v důsledku čehož se muselo přistoupit k jejich rekonstrukci.
Před rekonstrukcí rybníků Kala (dnes Kalý rybník) a Břve (dnes Břevský rybník) byl v letech 1924 až 1925 obnoven Litovický rybník, do kterého se napustila voda z těchto dvou rybníků (ty byly odkaleny a k rekonstrukci hrází došlo až roku 1933). S postupným naplňováním Litovického rybníka v lednu 1926 se objevily potíže s hladinou podzemní vody, neboť došlo k zaplavení sklepů blízkých domů. Vodovod se nakonec vzhledem k nastalým problémům nepodařilo dobudovat. Po restituci roku 1989 se stav životního prostředí zhoršil, neboť zde panoval rozkol soukromých majitelů, investorů a obce. Byl zde zájem vybudovat retenční nádrž na rybníce Strahov. Taktéž došlo k obnově přírodního koupaliště na Břevském rybníce, což vedlo ke zhoršení kvality vody a nakonec k uzavření celého koupaliště. Na břehu Břevského rybníka byl tehdy vybudován kemp, který byl posléze opuštěn. V současnosti je část budov v kempu odstraněna. Tato oblast je však často využívána pro nelegální ukládání odpadu. Přírodní památka Hostivické rybníky vznikla roku 1996 a od této doby se o její rozvoj stará Český svaz ochránců přírody, konkrétně jeho základní organizace Hostivice.

## Přírodní poměry

### Geologie, geomorfologie, pedologie

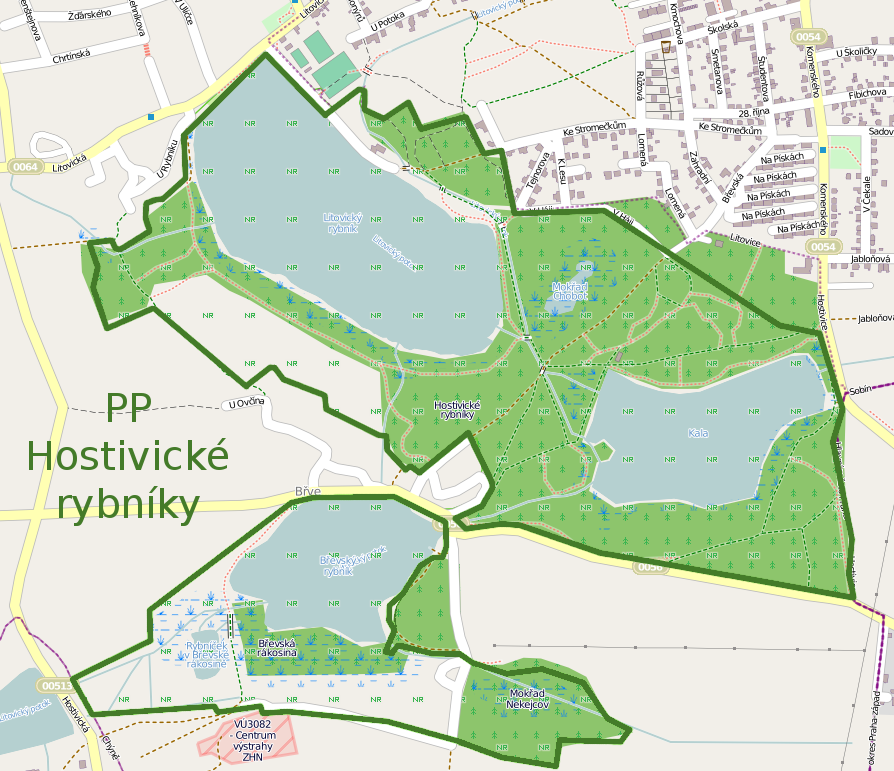
Mapa s vyznačenými hranicemi přírodní památky

Oblast Hostivických rybníků je součástí geomorfologické jednotky Pražská plošina. V ordoviku se v této oblasti nacházelo moře, na jehož dně se usazovaly nánosy, z nichž postupně vznikly černošedé břidlice, které tvoří zdejší skalní podloží. Asi před 370 miliony let došlo k vyzvednutí barrandienské pánve nad hladinu moře a vlivem eroze k následnému částečnému odnosu materiálu. Během křídy však byla pánev opětovně zaplavena, tentokrát ze severu. Po dlouhém hiátu se zhruba před 100 miliony lety začaly opět ukládat nejprve sladkovodní, pak mořské svrchnokřídové uloženiny – zvláště v podobě jílovců, prachovců, pískovců, vápenců a opuk v mocnostech několika desítek metrů. Poté, co moře ustoupilo, došlo k opětovné erozi. Pískovce nejsou dostatečně odolné vůči erozi, čili je můžeme najít jen pod opukou, která patří mezi poměrně odolné usazené horniny. Jeden takto zachovalý pískovcový blok je k nalezení u Břevského rybníka nad přírodním koupalištěm. Ve třetihorách byla zdejší krajina parovinou. Během čtvrtohor docházelo ke tvorbě reliéfu, a to jak přirozeně, tak lidskou činností. Během dob ledových se tvořily sprašové hlíny, které později sloužily jako zdroj pro výrobu cihel.
U Hostivických rybníků se pás sprašových hlín táhne od Břví za Litovickým rybníkem do Litovic. Podmáčenost okolí a pramen z pískovcového svahu daly vzniknout slatině v Břevské rákosině. Ve slatině se také ukládala pylová zrna i zbytky rostlin, díky nimž lze dnes popsat vývoj okolní krajiny nejméně v posledních 2000 letech. Skutečnosti, že v této lokalitě vznikly rybníky, napomohla mimo jiné i příznivá hydrologická situace. Pod propustnými a na vodu bohatými pískovci je pás břidlic, které jsou málo propustné. Tyto břidlice se nejblíže k povrchu vyskytují jako dna rybníků. Na spraších se vyvinuly černozemě, v těsné blízkosti rybníků se nacházejí gleje. V širším okolí jsou vyvinuty kambizemě a fluvizemě. V Břevské rákosině se nachází na slatiništích organogenní půdy.

### Hydrologie

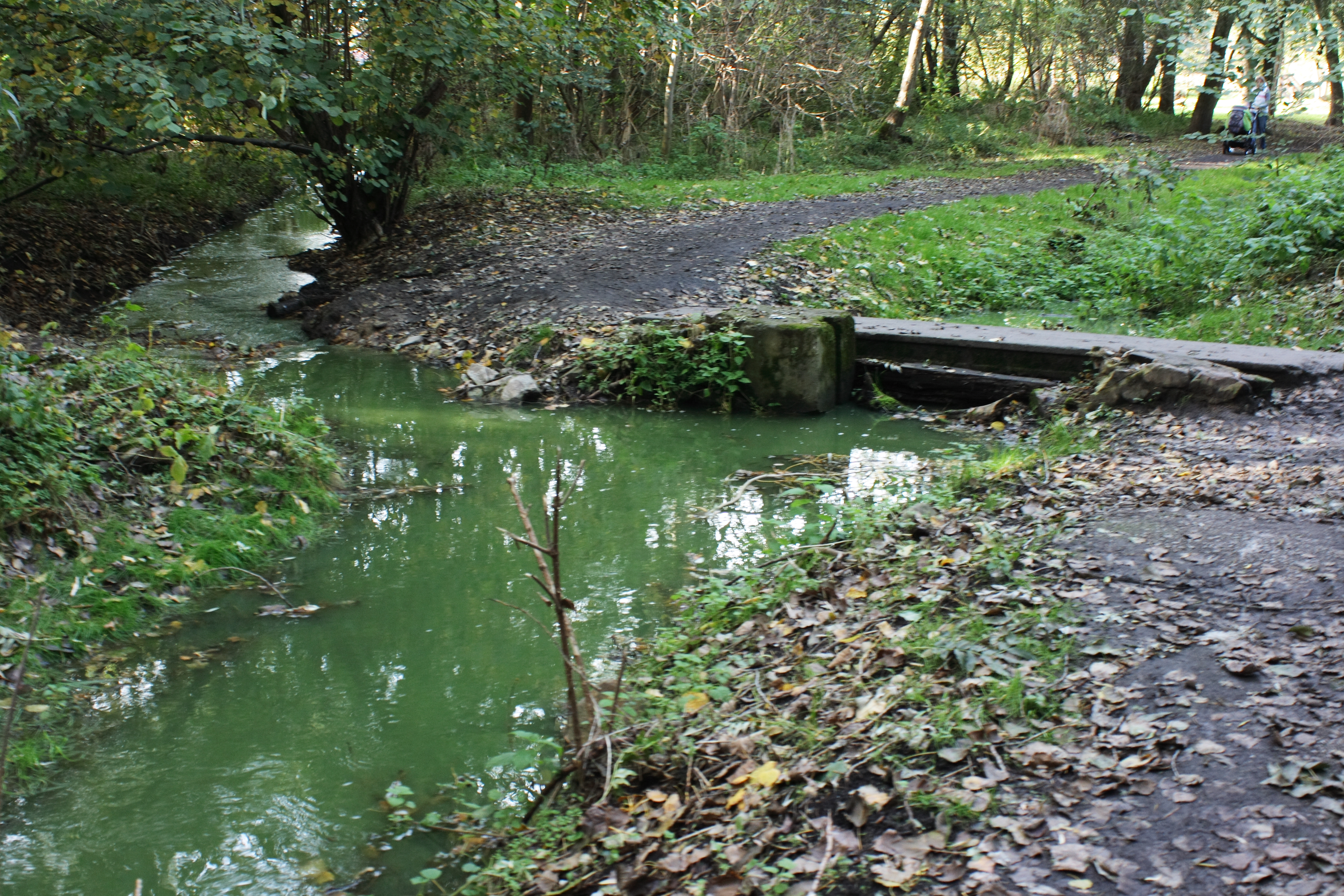
Systém na rozdělení vody z potoka tekoucího z Kalého rybníka

Hostivické rybníky jsou komplexem tří větších rybníků (Litovického o ploše 18 ha, Kalého o ploše 13 ha a Břevského o ploše 10 ha) s přilehlými mokřady Nekejcov, Chobot a Břevskou rákosinou. Jde o krajinu přeměněnou z původních rozsáhlých bažin dlouholetým působením člověka. Soustava je napájena Litovickým potokem, který vzniká převážně v meliorovaných polnostech nad obcí Chýně. Tento potok protéká Strahovským rybníkem a do PP Hostivické rybníky tedy vstupuje od západu, přičemž nejprve napájí Břevský rybník. Cestou se do něj ještě vlévá malý zdroj z vodní nádrže v Břevské rákosině. Tato malá nádrž vznikla až po těžbě rašeliny a nemá žádný přítok – je napájena jen podzemní vodou. Do Břevského rybníka vtéká ještě jeden malý přítok vznikající v polích na východě oblasti a protékající mokřady Nekejcov.
Je zajímavé, že voda z rybníka může odtékat dvěma směry: přelivem ve východní části hráze do Kalého, ale i strouhou do Litovického rybníka. Vypouštění Břevského rybníka je však možné jen do Litovického rybníka – do Kalého mohou téct jen přílivové průtoky. Kalý rybník je také napájen z malých pramenných potůčků, které vznikají v lese po jeho okraji. Nedochází zde však k výraznému proudění. Voda proudící z bezpečnostního profilu směřuje k rozpadlému objektu. Od roku 2009 teče voda jen do Litovického rybníka. Původně mohla téct ještě odvodňovací strouhou podél Litovického rybníka, ta ale už funkční není. Malá výpust na pravé straně hráze Kalého rybníka umožňuje v období sucha zásobovat vodou mokřad Chobot. Z mokřadu Chobot může voda povrchově přetékat do odtokové strouhy kolem Litovického rybníka. Kalý rybník vykazuje za průměrného průtoku průtokový deficit.
To je způsobeno tím, že odpar z hladiny je vyšší než podíl přítoků. Aby si udržel svou hladinu, je závislý na přítoku z Břevského rybníka. Jak již bylo napsáno, Litovický rybník přijímá jak vody z Kalého a Břevského rybníka, tak i menší potůčky přitékající většinou ve směru od Litovic. Voda v rybnících je však silně eutrofizovaná, v důsledku čehož dochází k nárůstu počtu zelených řas, což je viditelné i na zbarvení vody. Nárůst řas je způsoben přítomností vysokého obsahu dusíku a fosforu, který se do vody dostává z okolních polí i z vypouštěných odpadních vod. Této situaci neprospívá ani rybníkářské využití rybníků. V důsledku zhoršené kvality vody došlo v jednom období i k náhlému uhynutí mnoha vodních ptáků. To měl na svědomí neurotoxin botulotoxin, který vzniká za anaerobních podmínek v bahně, kde se dostává do těl prvoků, kterým nevadí. Následně se pak hromadí v těle ptáků, kde působí letálně. Roční úhrn srážek v oblasti činí 450 až 550 mm.

### Mykoflóra

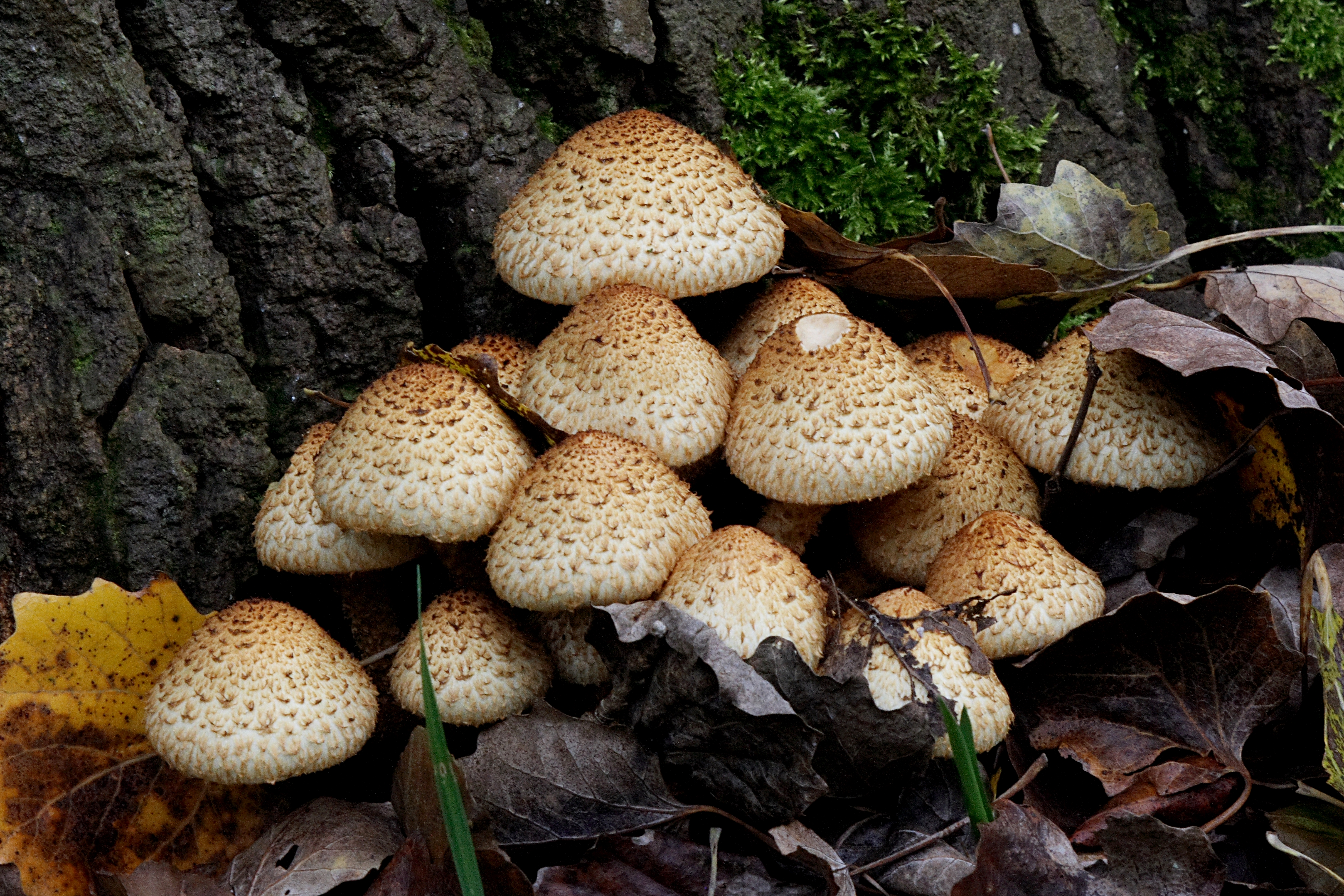
Šupinovka kostrbatá (Pholiota squarrosa)

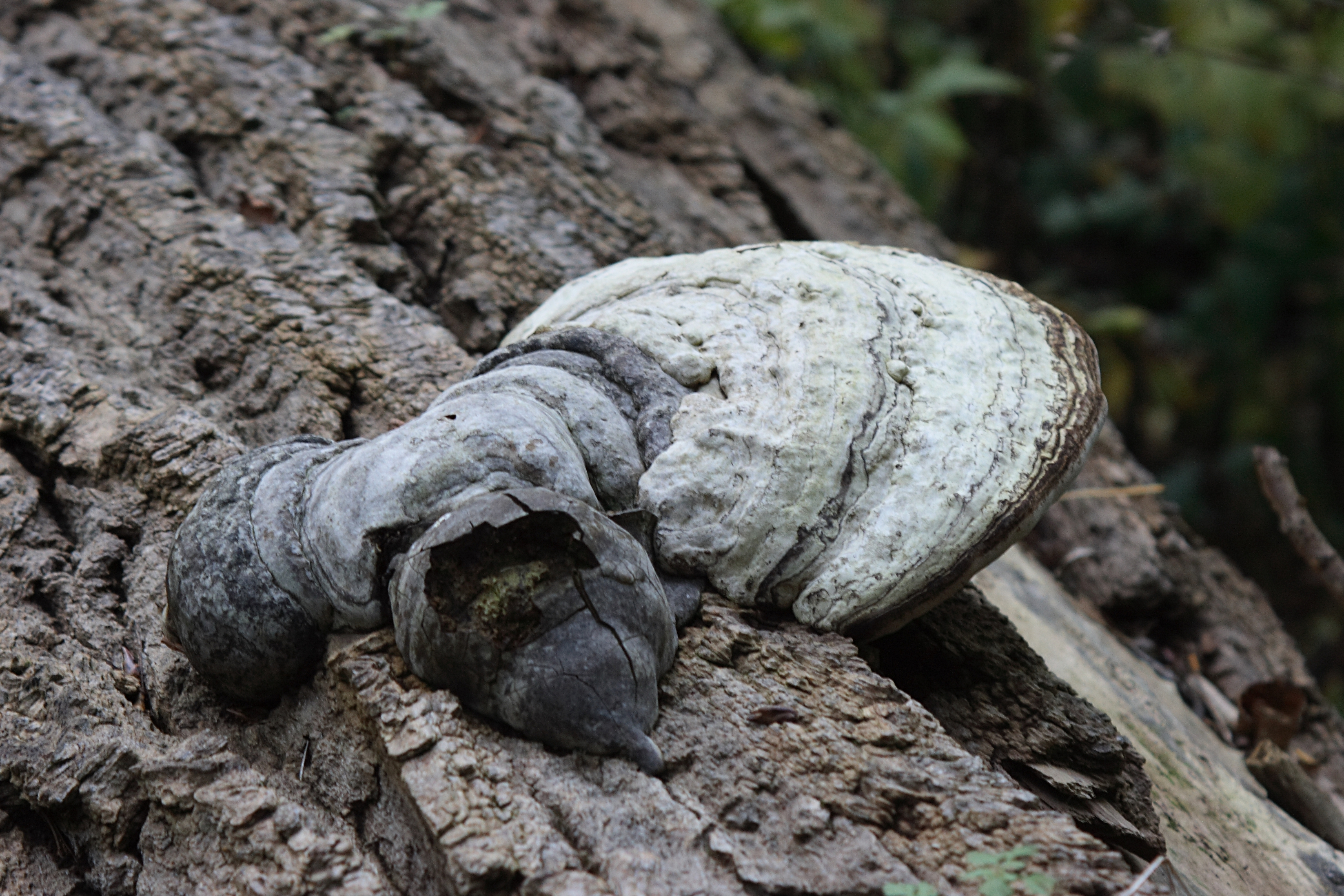
Troudnatec kopytovitý (Fomes fomentarius)

Na první pohled by se mohlo zdát, že ve fragmentech lesů v těsné blízkosti Prahy rozsáhlou mykoflóru nenajdeme. Na tomto území se však nachází zajímavé složení mykoflóry. Jejímu výzkumu nicméně doposud nebyla věnována dostatečná pozornost. Na území přírodní památky lze najít některé velmi vzácné druhy hub.
K nejvzácnějším patří kalichovka půvabná (Haasiella venustissima), která se na této lokalitě se objevila v letech 1970–1971, přičemž šlo o jednu ze dvou lokalit v ČSSR, kde tato houba rostla. V roce 2006 byla zaznamenána i na jiných místech, například v Prokopském údolí. V roce 1999 byla na okraji mokřadu Chobot nalezena pečárka bělovlnná (Agaricus leucotrichus), která dále roste jen asi na 8 lokalitách. V říjnu 2002 se objevila na padlém kmenu topolu černého houba hlíva hnízdovitá (Phyllotopsis nidulans). Asi na deseti lokalitách se vyskytuje šupinovka ověšená (Pholiota conissans), která roste jak na zetlelém dřevě listnáčů, tak na zemi podmáčených stanovišť rákosu a v trsech velkých ostřic. Ze vzácnějších druhů ještě můžeme narazit na křehutku orobincovou (Psathyrella typhae), špičku močálovou (Marasmius limosus), kornatec orobincový (Epithele typhae), kornatec přejemný (Aleurodiscus delicatus) a mušlovku plstnatou (Auriculariopsis ampla).

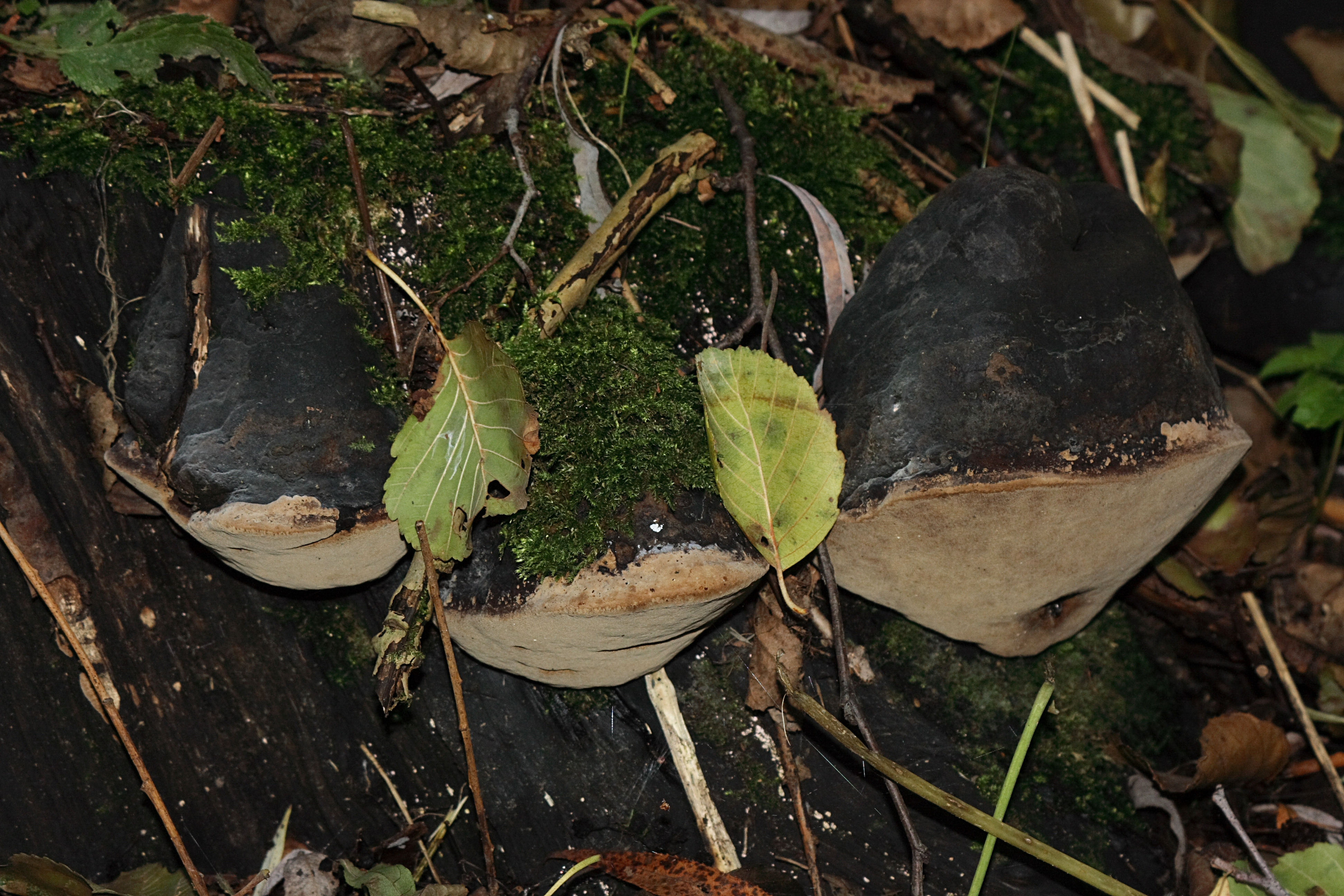
Ohňovec topolový (Phellinus populicola)

Ze vzácnějších chorošovitých, které lze na tomto území nalézt, můžeme zmínit outkovku bělavou (Antrodia albida) a outkovku měkkou (Datronia mollis), ohňovec škeblovitý (Phellinus conchatus) a ohňovec tečkovaný (Phellinus punctatus). Z běžnějších se zde vyskytují choroš šupinatý (Polporus squamosus) a sírovec žlutooranžový (Laetiporus sulphureus). Mezi místní zvláštnost lze také zařadit houbu Rhinotrichella globulifera, u které byl poprvé zaznamenám výskyt právě v okolí Litovického rybníka na starém choroši ohnivce obecného, a to v prosinci 1999. Vatička Ellisova (Tommentella ellisii), jež obvykle roste na mrtvém dřevu, byla u Břevského rybníka nalezena i na velkých ostřicích.
Z běžných stopkovýtrusných kloboukatých hub zde lze narazit na hřib dubový (Boletus reticulatus), kozák habrový (Leccium pseudoscabrum), křehutku Candolleovu (Psathyrella candolleana), štítovku jelení (Pluteus cervinus), penízovku máslovou (Collybia butyracea), čirůvku šedožemlovou (Tricholoma scalpturatum), čirůvku fialovou (Lepista nuda), hlívu ústřičnou (Pleurotus ostreatus) a další již méně známé druhy. Z nejedlých se zde vyskytují penízovka splývavá (Gymnopus confluens), penízovka věštecká (G. hariolorum), hnojník třpytivý (Coprinus micaceus), třepenitka svazčitá (Hypholoma fasciculare) a hlíva dubová (Pleurotus dryinus).
Z běžných chorošovitých jsou zde zastoupeny (jedlé i nejedlé druhy) – šedopórka osmahlá (Bjerkadera adusta), rezavec lesklý (Daedalea quercina), síťkovec načervenalý (Daedaleopsis confragosa), hlinák červenající (Hapalopilus rutilans), troudnatec kopytovitý (Fomes fomentarius), ohňovec obecný (Phellinus igniarius), outkovka vonná (Trametes suaveolens), březovník obecný (Piptoporus betulinus), lesklokorka ploská (Ganoderma applanatum) a choroš šupinatý (Polyporus squamosus). Z nelupenitých hub se zde nacházejí pórnovitka obecná (Schizopora radula), struhák blanitý (Radulomyces molatis), mušlovka plstntá (Auriculariopsis ampla), klanolístka obecná (Schizophyllum commune), pevník chlupatý (Stereum hirsutum) a kožovka rezavá (Hymenochaete rubiginosa).
Z vřeckovýtrusných tu můžeme najít čihovitku masovou (Ascocoryne sarcoides) a čihovitku větší (A. cylichnium). Z dalších čeledí se zde lze setkat s uchem Jidášovým (Auricularia auricula-judae), kuřátkem Invalovým (Ramaria eumorpha), hadovkou smrdutou (Phallus impudicus), dřevnatkou kyjovitou (Xylaria polymorpha), dřevomorem mnohotvárným (Hypoxylon multiforme) a rážovkou rumělkovou (Nectria cinnabarina).

### Flóra

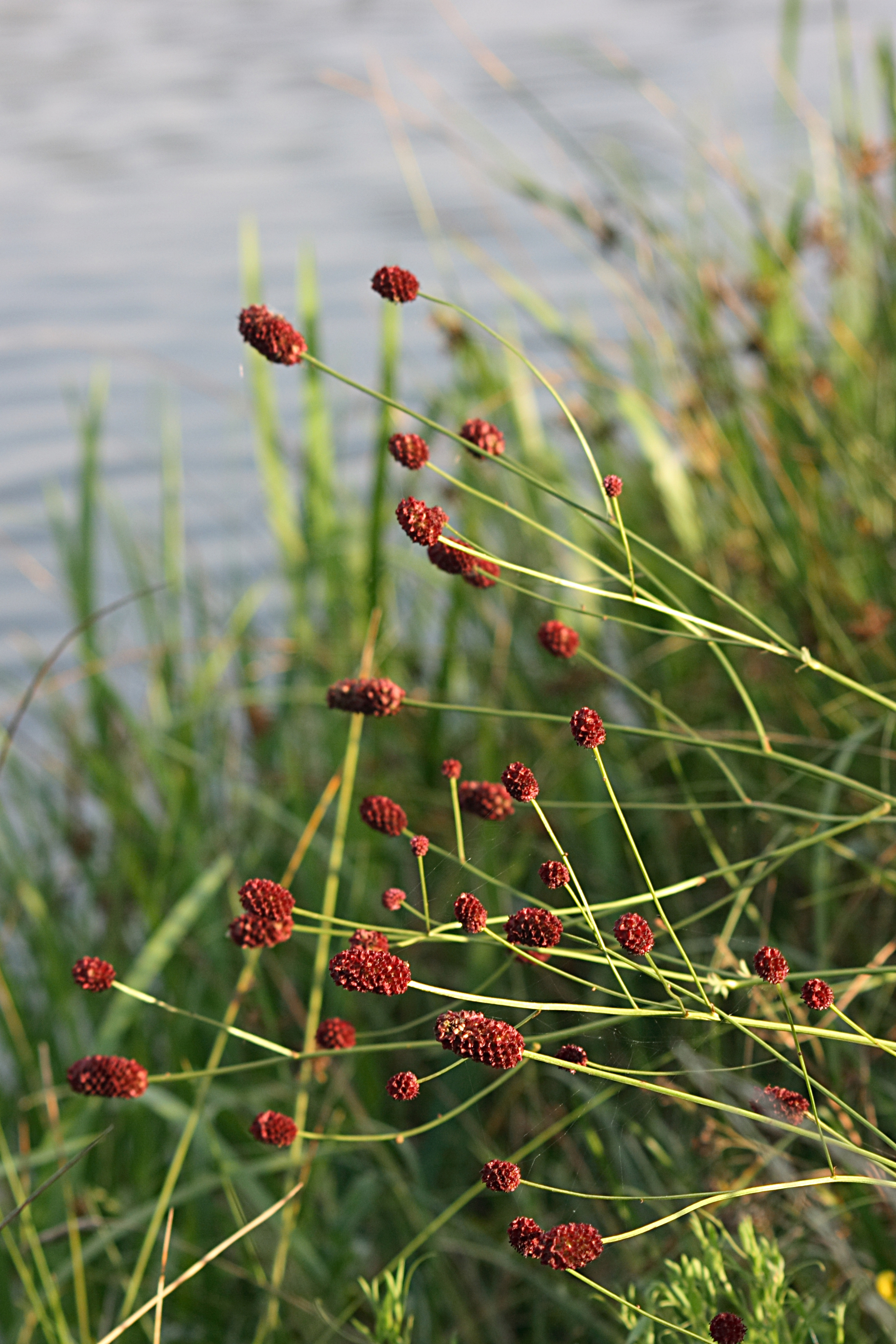
Krvavec toten (Sanquisorba officinalis)

Zdejší krajina byla po staletí formována lidskou činností. Z toho důvodu se zde však nedochovalo žádné původní přírodní společenstvo. Počátkem 18. století se v okolí rybníků patrně nenacházel ani žádný les.

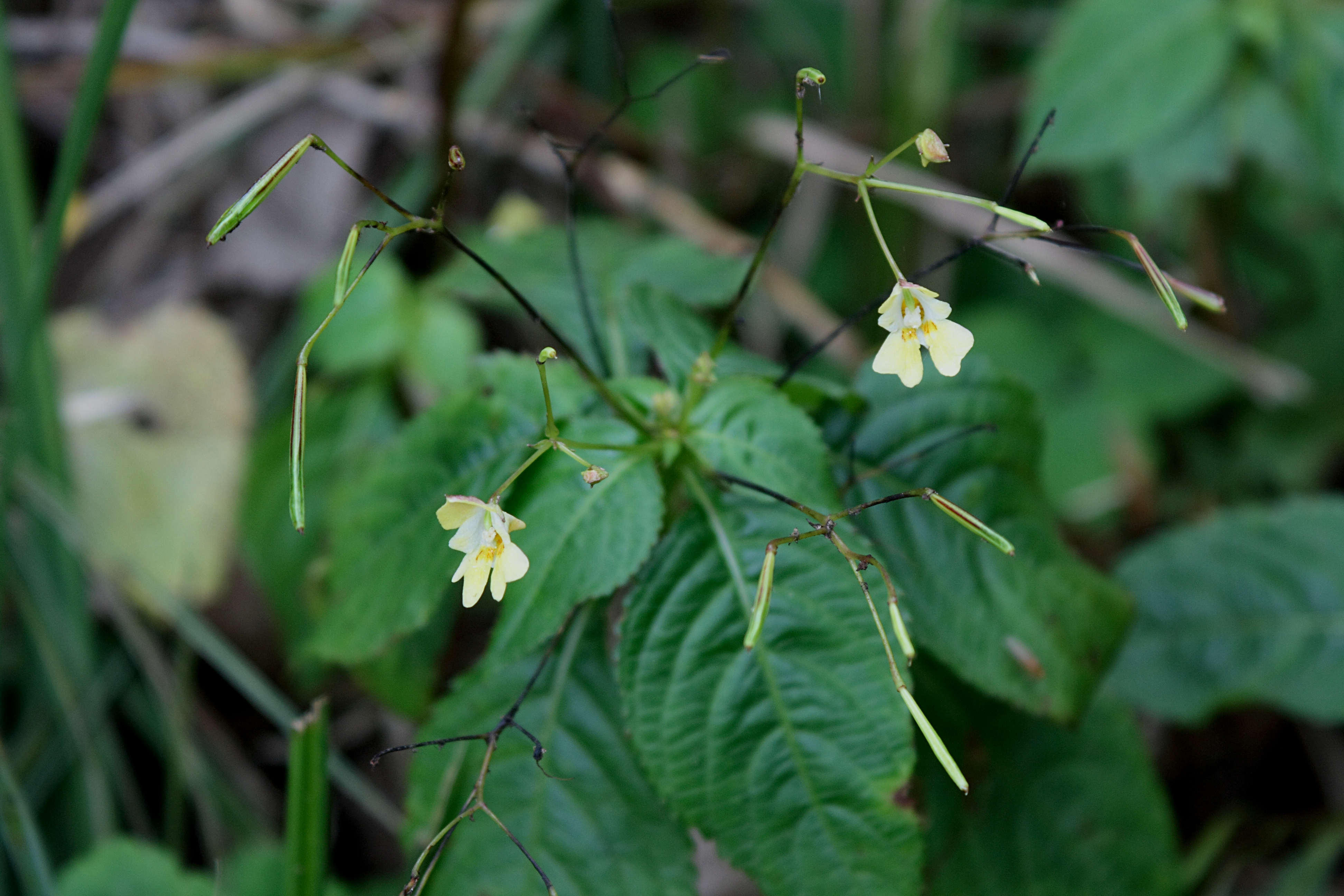
Netýkavka malokvětá (Impatients parviflora)

Nejstarší les se nachází v okolí Kalého rybníka. V okolí Litovického rybníka byly až do poloviny 50. let 20. století louky a pole. Toto odlesnění má samozřejmě velký vliv na dnešní složení bylinného patra, které nemělo dostatečný čas se v této lokalitě pořádně diverzifikovat. Cennější přírodní společenstva se zachovala v okolí mokřadů. Proto se za botanicky nejcennější lokality považuje olšina na jižním okraji Břevského rybníka, Břevská slatina a mokřad Chobot. Z hájových rostlin zde roste ptačinec velkokvětý (Stellaria holostea), čistec lesní (Stachys sylvatica), violka lesní (Viola reichenbachiana), lipnice hajní (Poa nemoralis), netýkavka malokvětá (Impatiens parviflora) a kakost hnědočervený (Geranium phaeum). Poslední dva druhy jsou u nás nepůvodní, netýkavka malokvětá pochází z Asie a je u nás velmi hojná a patří mezi invazní. Z bylin zde lze nalézt například řebříček obecný (Achillea millefolium agg.), kontryhel (Alchemilla sp.), blatouch bahenní (Caltha palustris), rožec obecný (Cerastium holosteoides), pryšec okrouhlý (Euphorbia peplus), svízel bílý (Galium album), svízel slatinný (G. uliginosum), jestřábník savojský (Hieracium sabaudum), krabilici mámivou (Chaerophyllum temulum), sléz přehlížený (Malva neglecta), jitrocel bahenní (Plantago uliginosa), vratič obecný (Tanacetum vulgare) a jiné.

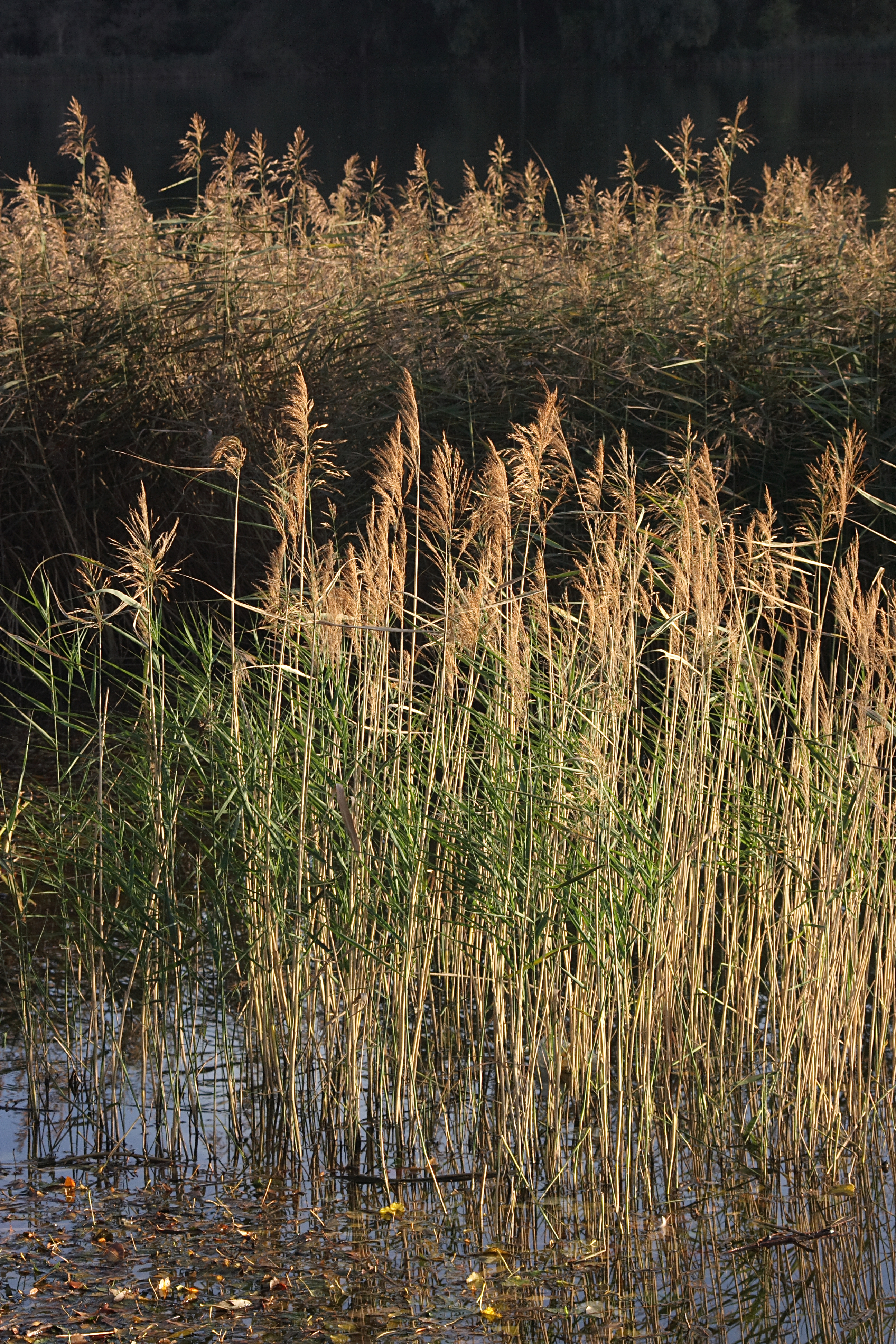
Rákos obecný (Phragmites australis)

Kapraďorosty jsou zde zastoupeny kapradí osténkatou (Dryopteris carthusiana), k. rozloženou (D. dilatata), k. samec (D. filix-mas). Na břehu rybníků roste rozsáhlý porost rákosu obecného (Phragmites australis), orobinec úzkolistý (Typha angustifolia), několik druhů ostřic (viz níže) a v menší míře pak kosatec žlutý (Iris pseudacorus). Stromové patro tvoří většinou geograficky nepůvodní druhy jako je trnovník akát (Robinia pseudacacia), borovice černá (Pinus nigra), dub červený (Quercus rubra) a douglaska tisolistá (Pseudotsuga menziesii). Roste zde ale i smrk ztepilý (Picea abies), jilm vaz (Ulmus laevis), zerav (Thuja sp.), vrba košíkářská (Salix viminalis), vrba jíva (S. caprea), vrba křehká (S. fragilis), dub letní (Quercus robur), ořešák královský (Juglans regia), buk lesní (Fagus sylvatica), habr obecný (Carpinus betulus), jeřáb ptačí (Sorbus aucuparia), javor babyka (Acer campestre), javor mléč (A. platanoides) a jiné. Keřové patro je složeno ze svídy výběžkaté (Cornus sericea), šeříku obecného (Syringa vulgaris), pámelníku bílého (Symphoricarpos albus) a bezu černého (Sambucus nigra). Dnešní složení flóry je značně nepůvodní, ruderálního nebo invazního charakteru. Potenciálně nebezpečný je výskyt křídlatky japonské (Reynoutria japonica), celíku kanadského (Solidago canadensis), celíku obrovského (S. gigantea) a trnovníku akátu (Robinia pseudacacia).

#### Mokřadní druhy
Bohatost luk rostoucích v blízkosti rybníků dokládá rozbor z Břevské rákosiny. Do dnešní doby se však z těchto společenstev dochoval jen zlomek, část byla zalesněna a část zarostla rákosem nebo kopřivami. K dnes již vymizelým druhům patří ostřice Davallova (Carex davalliana), vachta trojlistá (Menyanthes trifoliata) i upolín nejvyšší (Trollius altissimus), který ještě v osmdesátých letech rostl na místech, které jsou dnes zarostlé rákosem. V okolí rákosin dodnes vytrvaly ostřice trsnatá (Carex cespitosa), rdesno hadí kořen (Bistorta major) a krvavec toten (Sanquisorba officinalis).

#### Vzácné rostliny
Poznatky o vzácnějších druzích poprvé ve své práci zmiňují V. a A. Skaličtí (1971–72). Tehdy v lokalitě Břevské rákosiny nalezli ostřici Davallovu (Carex davalliana), suchopýr úzkolistý (Eriophorum angustifolium), kuklík potoční (Geum rivale), vachtu trojlistou (Menyanthes trifoliata) a úpolín evropský (Trollius europaeus). V dnešní době zde už tyto luční druhy nerostou v důsledku obhospodařování této oblasti kosením. Ve své diplomové práci z roku 1996 uvádí K. Hellebrandová výskyt prstnatce májového (Dactylorhiza majalis, C3), vachty trojlisté (Menyanthes trifoliata, C3), topolu černého (Populus nigra, C2) a dubu šipáku (Quercus pubescens, C4a).

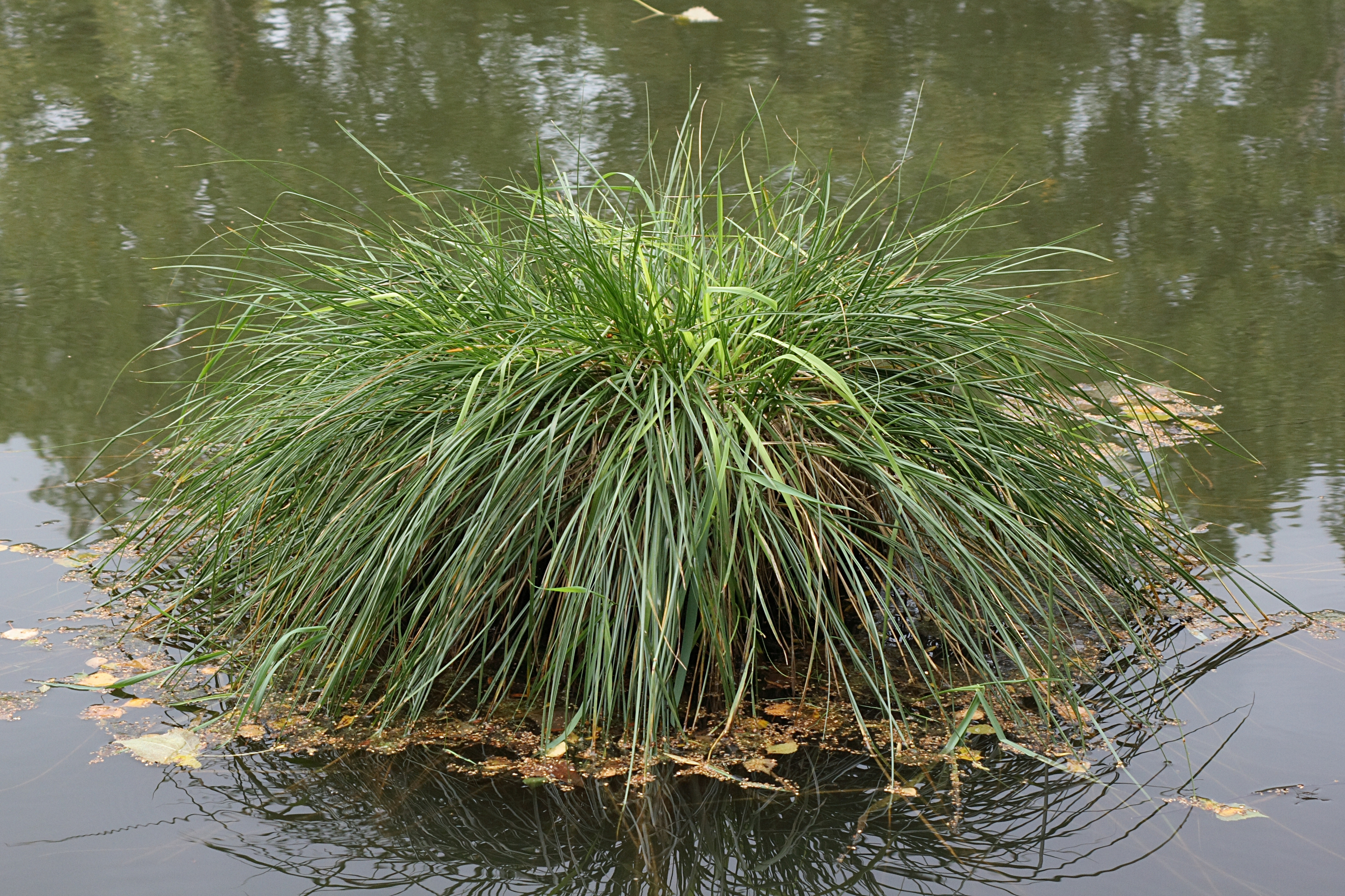
Ostřice latnatá (Carex paniculata L.)

Tyto druhy se zde již neobjevily. P. Špryňar zorganizoval a vedl v této lokalitě v květnu 1999 exkurzi České botanické společnosti. Podle jeho rukopisného záznamu se zde v tu dobu vyskytovaly potočník vzpřímený (Berula erecta, C4a), ostřice latnatá (C. paniculata, C4a), bradáček vejčitý (Listera ovata, C4a), krtičník křídlatý (Scrophularia umbrosa, C3) a kozlík dvoudomý (Valeriana dioica, C4a). V průzkumu v roce 2006, který provedl J. Kučera spolu s kolegy, byl zaznamenán ještě lakušník Baudotův (Batrachium baudotii, C1) a bradáček vejčitý (Listera ovata, C4a). Michal Štefánek ve své práci z roku 2008 zmiňuje výskyt potočníku vzpřímeného (Berula erecta, C4a), ostřice trsnatné (Carex cespitosa, C4a), ostřice latnaté (C. paniculata, C4a), ostřice nedošáchoru (C. pseudocyperus, C4a), ostřice pobřežní (C. riparia, C4a), prliny rolní (Lycopsis arvensis, C4a), máku pochybného (Papaver dubium, C4a), krtičníku stinného (Scrophularia umbrosa, C3), silenky noční (Silene noctiflora, C4a), jilmu vaz (Ulmus laevis, C4a) i kozlíku dvoudomého (Valeriana dioica, C4a).

### Fauna

#### Bezobratlí

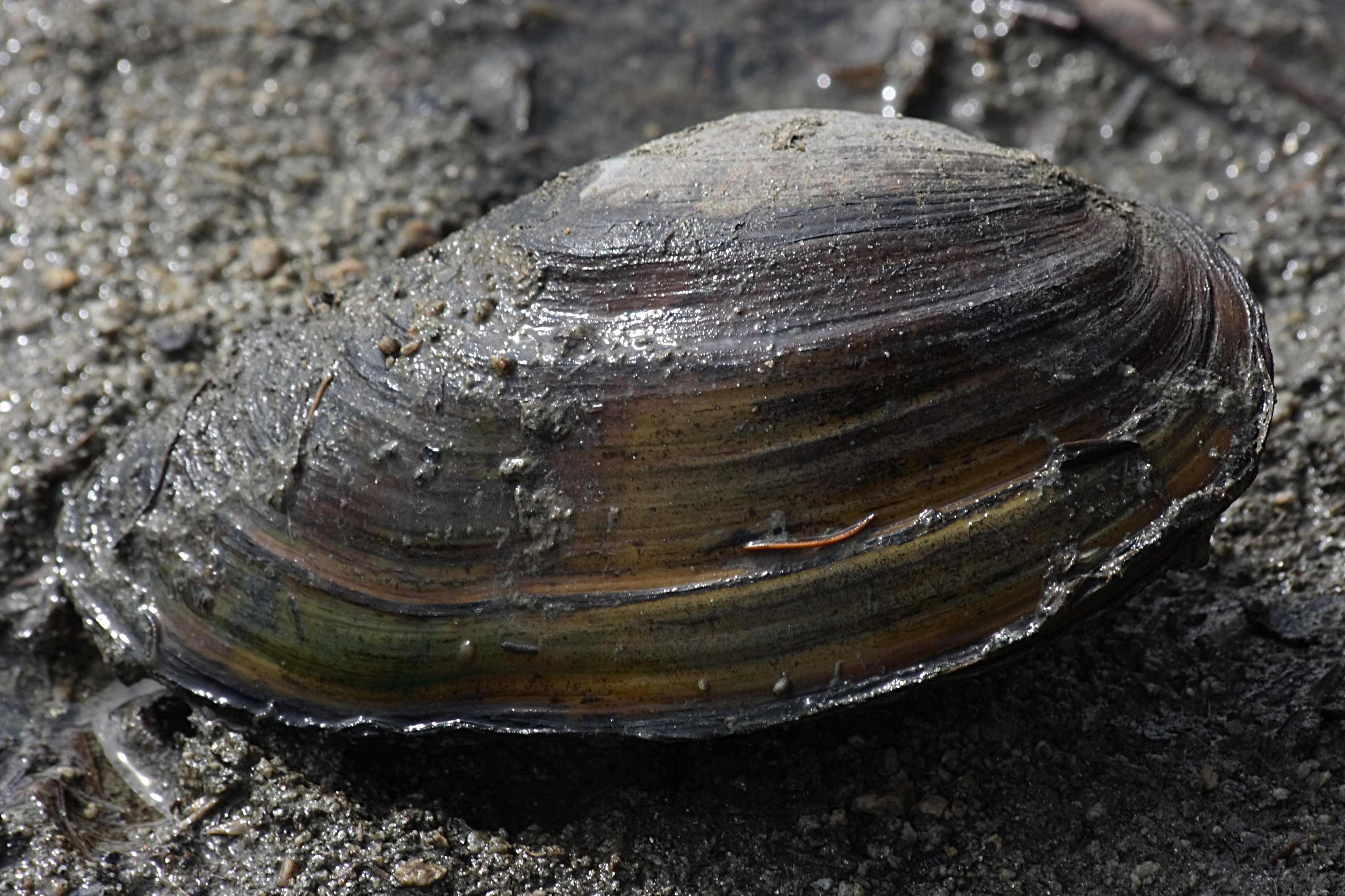
Škeble rybničná (Anodonta cygnea)

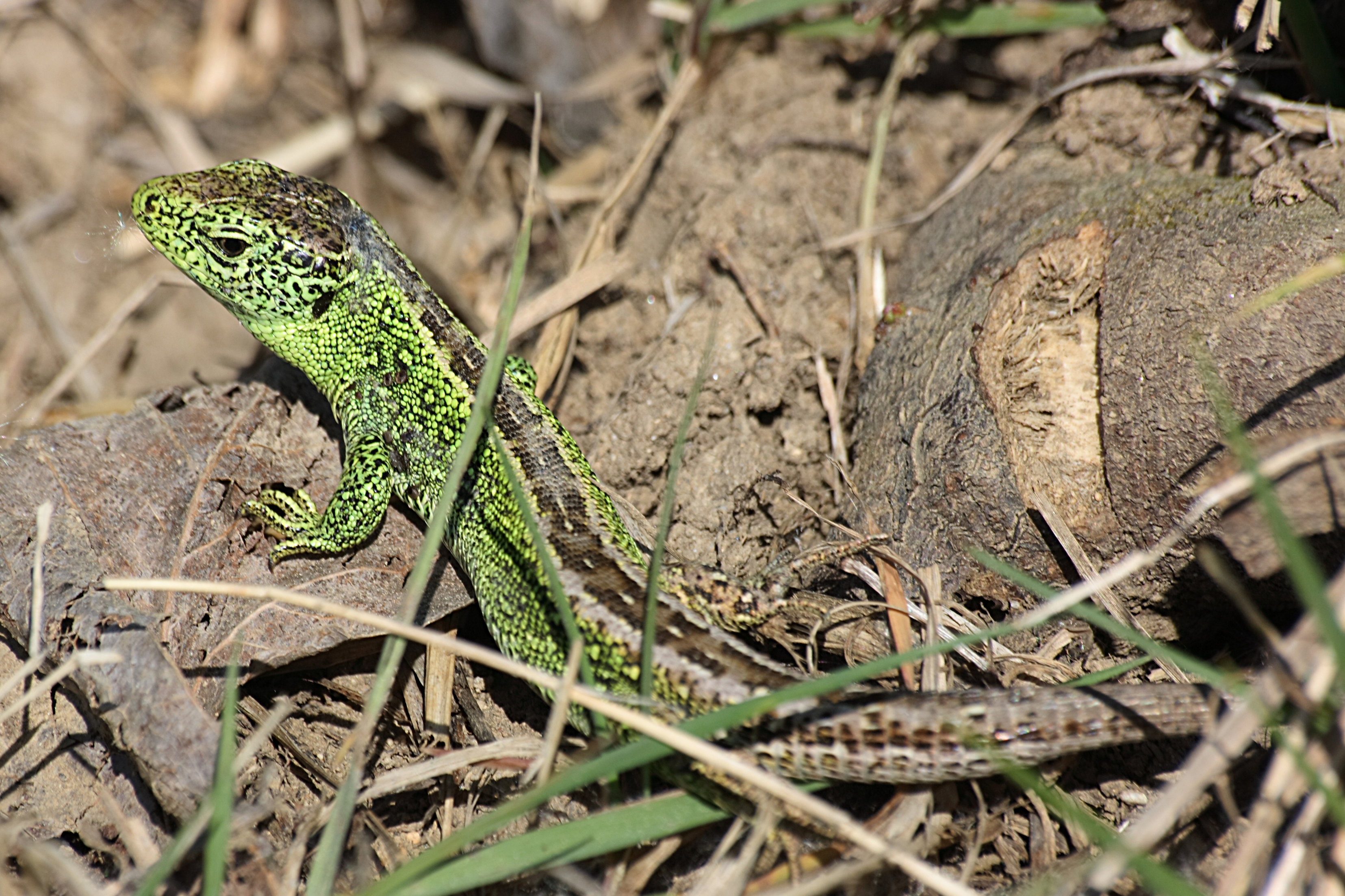
Ještěrka obecná (Lacerta agilis)

Z měkkýšů jsou na vodní plochy vázáni okružák ploský (Planorbarius corneus) a plovatka bahenní (Lymnea stagnalis). Oblovka lesklá (Cochlicopa lubrica) vyhledává lesy a vlhké louky. Ve vlhkých olšinách lze najít skleněnku průsvitnou (Vitrina pellucida) a vlahovku narudlou (Monachoides incarnata). Suchomilce obecné (Helicella obvia) a trojzubci stepnímu (Chonrula tridens) naopak vyhovují suchá místa. Na stráni za Litovickým rybníkem žije síťovka blyštivá (Aegopinella minor) a páskovka keřová (Cepaea hortensis). Tyto druhy patří mezi málo zranitelné, do kategorie zranitelný druh patří kružník hladký (Gyraulus cf. Laevis), který žije na Litovickém rybníku. Na dně vypuštěných rybníků je možné najít jediného zástupce mlžů – škebli rybničnou (Anodonta cygnea). Z korýšů zde žije rak bahenní (Astacus leptodactylus). O výskytu pavouků ještě nebyla sepsána obsáhlejší práce. Žije zde křižák pruhovaný (Argiope bruennichi), lovčík hajní (Pisaura mirabilis), plachetnatka keřová (Linyphia triangularis) a slíďáci rodu Alopecosa Z průzkumu provedeného v roce 2008 Pavlem Špryňarem zde byly zaznamenány tři druhy které jsou i v červeném seznamu. – Cryptocephalus parvulus, Thryogenes scirrhosus a Apion (Malvapion) malvae.  Mezi ohrožené druhy patří Cryptocephalus parvulus, což je polyfágní druh žijící na dřevinách. Mezi téměř ohrožené druhy je řazen nosatec Thryogenes scirrhosus, který je v Praze známý pouze ze tří lokalit. Dalším téměř ohroženým druhem nosatce je Apion malvae, u kterého není výskyt v Praze uváděn. Dále zde žijí rákosníček Donaci simplex, dřepčíci Aktiva lythri a Psylloides affinis. Střevlíček rákosní (Odacantha malenura) žije v rákosinách na březích rybníků. Nosatec Brachysomus echinatus je jedním z důkazů, že v okolí rybníků musely zůstat malé lesní porosty. Nemůže létat a je vázán na lesní prostředí. Vzhledem k vodnímu charakteru se zde vyskytují různé druhy vážek, šídel i šidélek – například vážka ploská (Libelula depressa), vážka čtyřskvrnná (L. quadrimaculata) a jiné. Žije zde i řada motýlů, mezi ohrožené patří batolec duhový (Apatura iris), který je zajímavý tím, že barva jeho křídel se mění z hnědé na fialovou podle úhlu dopadu slunečního světla. Dále zde můžeme najít babočku kopřivovou (Aglais urticae), babočku paví oko (Inachis io), babočku admirál (Vanessa atlanta), babočku bílé c (Polygonia c-album) a běláska řeřichového (Anthocharis cardamines).

#### Obratlovci

##### Plazi a obojživelníci
Z obojživelníků je zde jako jediný druh vázán na vodní prostředí skokan zelený (Pelophylax esculentus). Ropucha obecná (Bufo bufo), ropucha zelená (Bufo viridis) a skokan hnědý (Rana temporaria) totiž žijí mimo dobu páření na souši. Podle dvou žlutých skvrn můžeme odlišit užovku obojkovou (Natrix natrix), která je zde hojná. Plazi jsou už pak zastoupeni jen ještěrkou obecnou (Lacerta agilis).

##### Ptáci

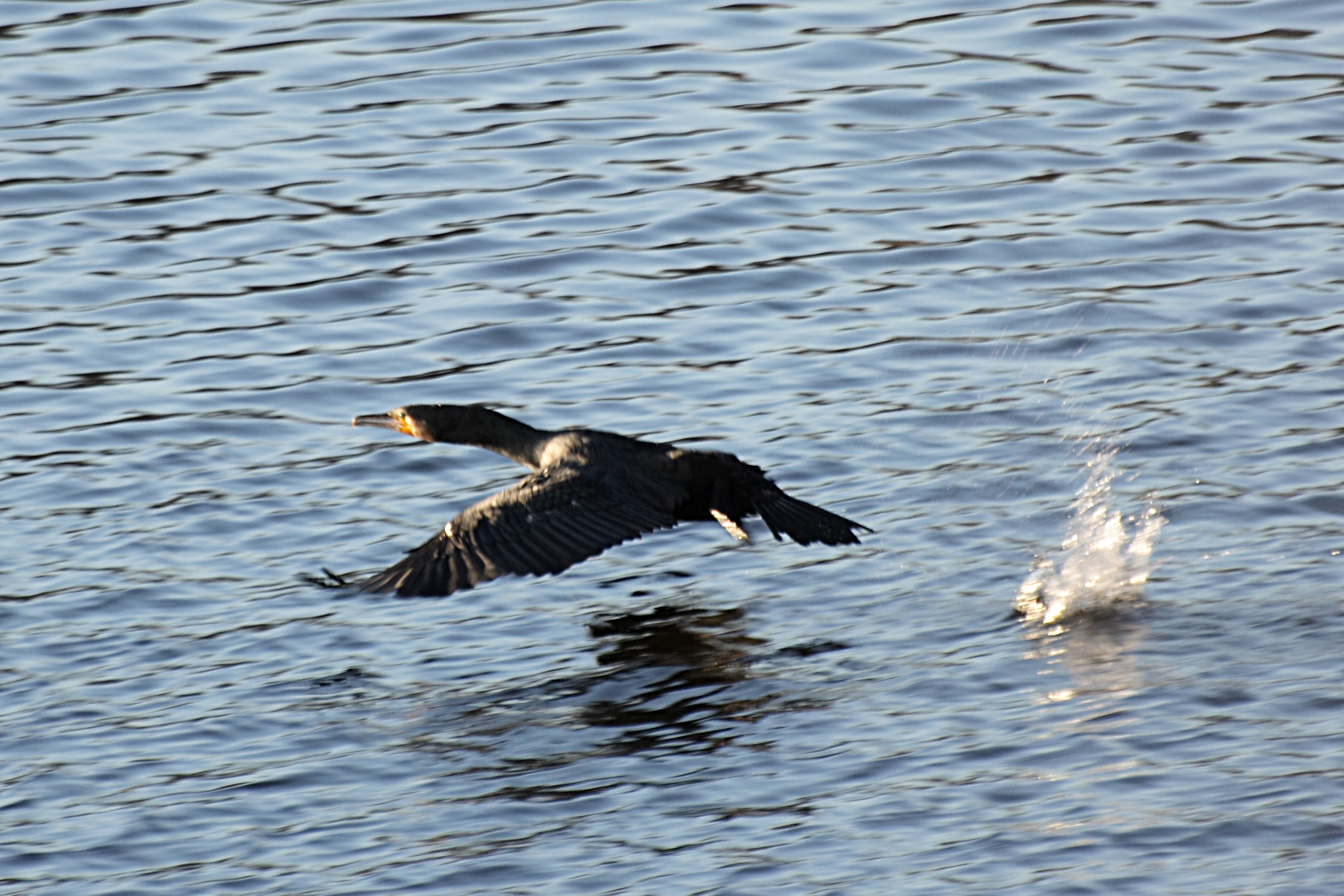
Kormorán velký (Phalacrocorax carbo)

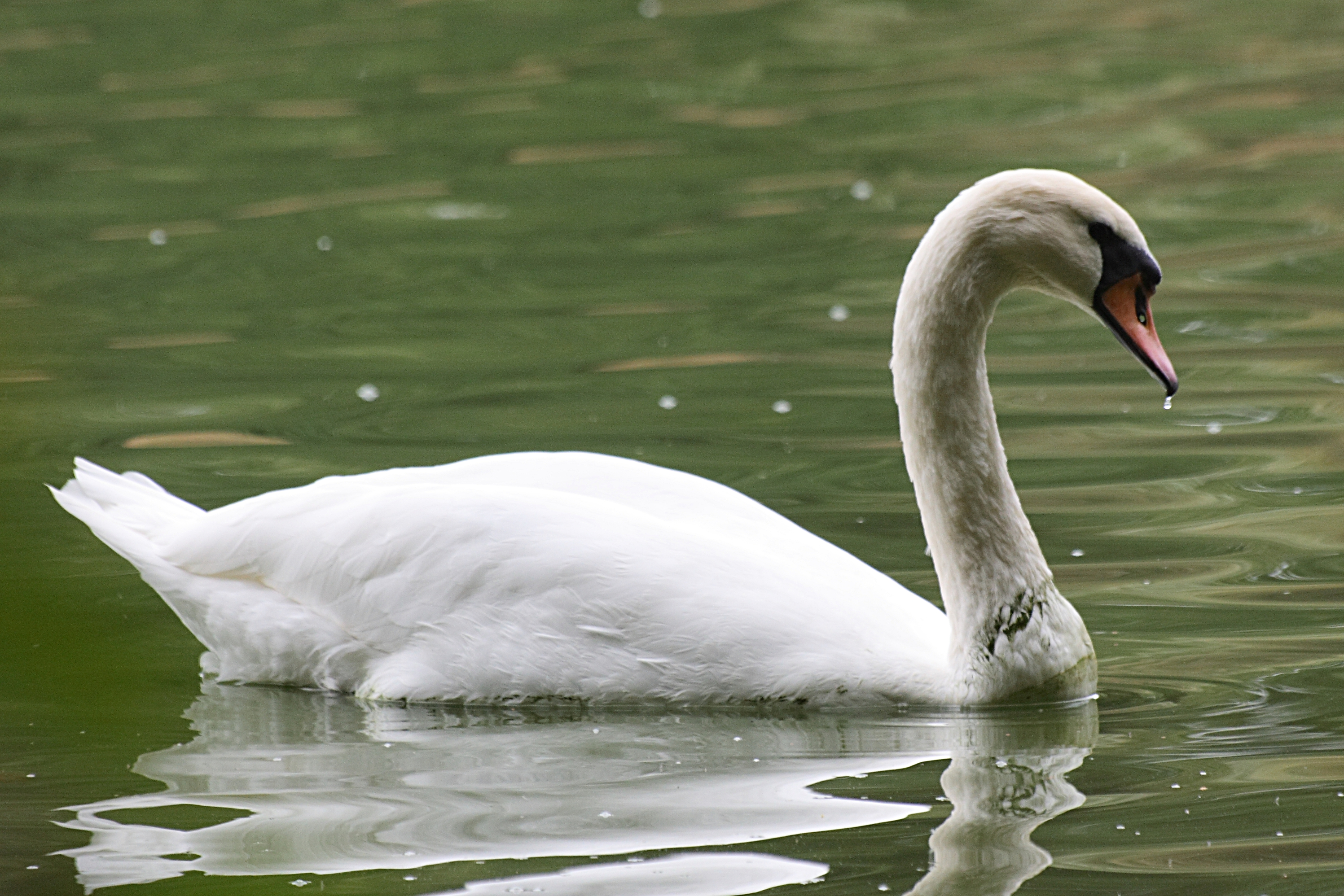
Labuť velká (Cygnus olor) na Kalém rybníce

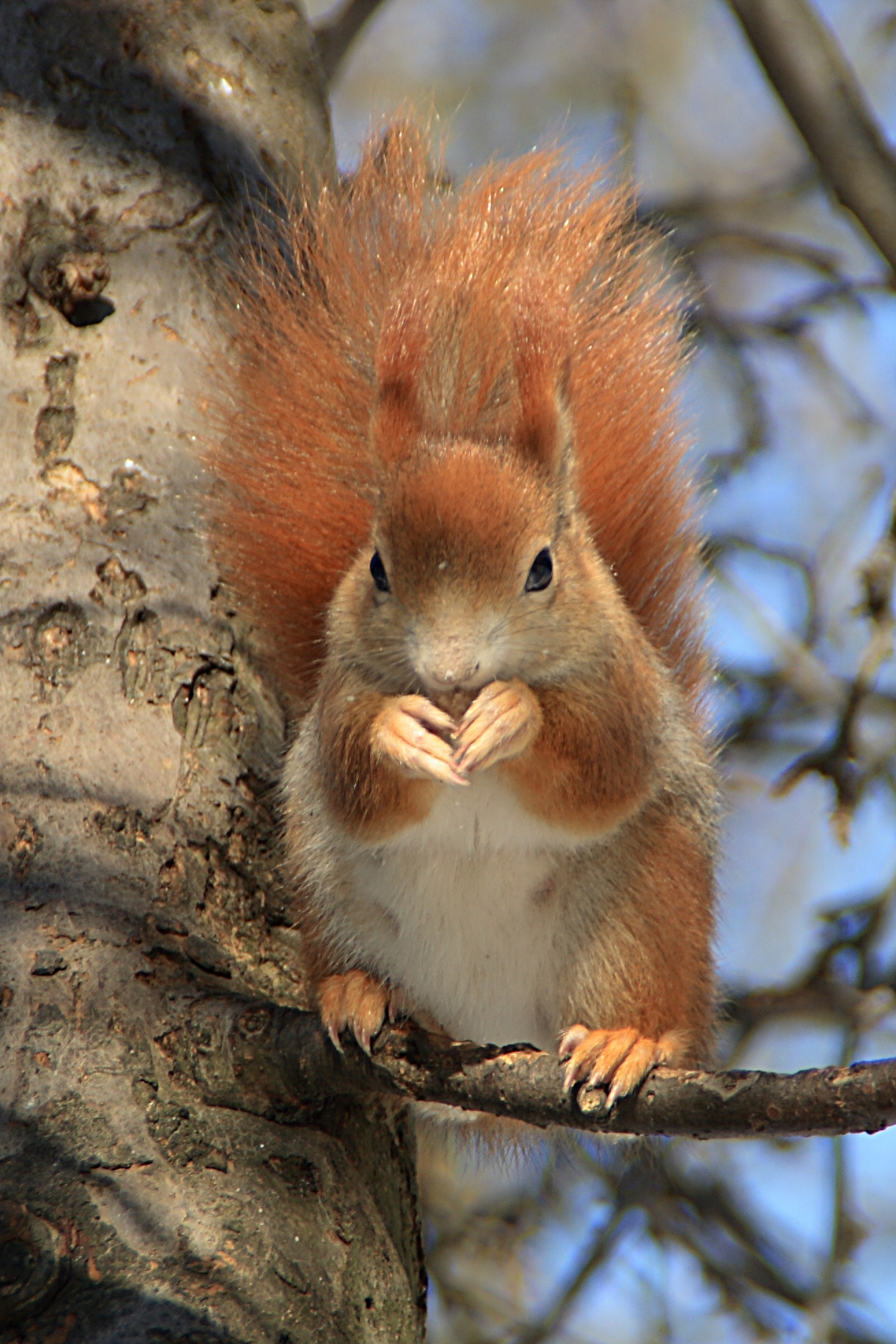
Veverka obecná (Sciurus vulgaris)

Na této lokalitě se vyskytuje zhruba 30 zvláště chráněných druhů ptáků. Hostivické rybníky jsou díky střídání vodních ploch s lesem a rákosinami velmi atraktivní. Rybníky také slouží na jaře a na podzim jako místo odpočinku během migračního tahu. Pravidelně zde hnízdí potápka roháč (Podiceps cristatus), potápka černokrká (Podiceps nigricollis) a potápka malá (Podiceps ruficollis), což jsou druhy ohrožené. Dále zde pravidelně hnízdí také kachna divoká, polák chocholačka a polák velký, na které jsou pořádány hony, které však jejich početnost výrazněji neovlivňují. Mezi další hnízdící druhy na rybnících patří labuť velká (Cygnus olor), lyska černá (Fulica atra), slípka zelenonohá (Gallinula chloropus) a chřástal vodní (Rallus aquaticus). Rákosník obecný, cvrčilka zelená a konipas bílý hnízdí v pobřežních porostech. Mezi další vodní druhy patří volavka bílá (Egretta alba), kormorán velký (Phalacrocorax carbo) a ledňáček říční (Alcedo atthis). Z kriticky ohrožených druhů se zde objevuje polák malý (Aythya nyroca), chřástal malý (Porzana parva), kulík říční (Charadrius dubius), pisík obecný (Actitis hypoleucos) a vodouš kropenatý (Tringa ochropus).
V rákosinách často hnízdí moták pochop (Circus aeruginosus). Z lesních druhů ptáků se zde lze setkat s jestřábem lesním (Accipiter gentilis), lelkem lesním (Caprimulgus europaeus), kukačkou obecnou (Cuculus canorus) a holubem hřivnáčem (Columba palumbus). Mezi šplhavce které žijí v této lokalitě patří strakapoud velký (Dendrocopos major), žluna zelená (Picus viridis), brhlík lesní (Sitta europaea), šoupálek dlouhoprstý (Certhia familiaris). Při posezení na lavičce je možno pozorovat nebo alespoň naslouchat zpěvu slavíka obecného (Luscinia megarhynchos), pěnice černohlavé (Sylvia atricapilla), budníčka většího (Phylloscopus trochilus), kosa černého (Turdus merula), mlynaříka dlouhoocasého (Aegithalos caudatus), čížka lesního (Carduelis spinus), sojky obecné (Garrulus glandarius) a jiných. Za soumraku lze spatřit kalouse ušatého (Asio otus) nebo puštíka obecného (Strix aluco).

##### Savci
Zajímavý je výskyt netopýrů – v posledních letech zde bylo prokázáno 10 různých druhů. Nad Litovickým rybníkem loví netopýr vodní (Myotis daubentonii), netopýr rezavý (Nyctalus noctula), netopýr ušatý (Plecotus auritus), netopýr dlouhouchý (Plecotus austriacus), netopýr řasnatý (Myotis nattereri) a netopýr hvízdavý (Pipistrellus pipistrellus). Z hlodavců zde žije křeček polní (Cricetus cricetus), hraboš polní (Microtus arvalis), ondatra pižmová (Ondatra zibethica), veverka obecná (Sciurus vulgaris) a myšice lesní (Apodemus flavicolis). Z drobných savců pak ježek západní (Erinaceus europaeus) i ježek východní (Erinaceus concolor), rejsek obecný (Sorex araneus) a krtek obecný (Talpa europea). Ze šelem se zde lze setkat s liškou obecnou (Vulpes vulpes), lasicí kolčavou (Mustela nivalis) a kunou skalní (Martes foina).
V zimě roku 2012 se na lokalitě u Kalého objevil pokácený strom od bobra evropského (Castor fiber), jedná se tak o první přímý důkaz, že se zde toto zvíře objevilo. Nicméně není zřejmé, jestli se zde jedinec rozhodne usídlit natrvalo.

## Hospodaření

### Lesní hospodaření

Lesní společenstva v PP Hostivické rybníky

Ještě v 18. století bylo širší okolí rybníků odlesněno. Na mapách z roku 1840 se již objevují malé lesní plochy, což je i vysvětlením pro výskyt některých reliktních lesních organismů. Kolem poloviny 19. století založila správa tachlovického panství na tomto území první les kolem Kalého rybníka. Při obnově Litovického rybníka ve 20. letech 20. století byl založen lesopark Stromečky. Svůj název získal podle nevelkého vzrůstu stromů. V 50. letech 20. století byl vysázen pruh olšin za Břevským rybníkem. Většina lesních pozemků dnes spravuje státní podnik Lesy České republiky, konkrétně jeho lesní správa Nižbor, a patří do kategorie lesů zvláštního určení. V minulosti se k zalesnění často používaly místně nevhodné nebo exotické dřeviny jako je douglaska tisolistá, smrk ztepilý, dub červený, trnovník akát a kultivary topolu kanadského (Populus × canadensis). Z dalších dřevin sem byly vysazeny olše šedá (Alnus incana), javor jasanolistý (Acer negundo), topol bílý (Populus alba), borovice černá (Pinus nigra), borovice vejmutovka (Pinus strobus) a jírovec maďal (Aesculus hippocastanum). Přirozené skladbě lesa se přibližují jen porosty na podmáčených loukách, kde roste i olše lepkavá (Alnus glutinosa) a jasan ztepilý (Fraxinus excelsior). Na sušších místech se jedná o dubohabřiny, ale dub letní (Quercus robur) nebo lípa srdčitá (Tilia cordata) jsou zde zastoupeny v menší míře než je pro tyto lesy obvyklé. Někde je totiž nahradily bříza bělokorá (Betula pendula) a javor klen (Acer pseudoplatanus).

### Rybníkářství
Za vlády císaře Rudolfa II. se rybníky staly zdrojem užitkové vody, do té doby o nich nejsou žádné doklady. V polovině 18. století byl rybník Nekejcov a Litovický zrušen. Na místě rybníka Nekejcov je dnes les. Litovický rybník byl obnoven ve 30. letech 20. století. Odbahňování rybníků proběhlo roku 1875 a odtěžené bahno bylo použito jako hnojivo na okolní pole. Při druhém odbahňováním v 70. letech 20. století byl zredukován rozsah rákosin. Bahno z Litovického rybníka bylo tentokrát uloženo do břehu směrem k mokřadu Chobot, který postupně zarostl vrbovými nálety. V současnosti patří rybníky Českému rybníkářství, s. r. o., Mariánské Lázně. Chová se zde především kapr lysec, dále pak lín obecný (Tinca tinca), okoun říční (Perca fluviatilis), amur bílý (Ctenopharyngodon idella), tolstolobik bílý (Hypophthalmichthys molitrix), štika obecná (Esox lucius), candát obecný (Sander lucioperca), sumec velký (Silurus glanis) a další malé ryby z čeledi kaprovitých. V rybníce se také může ještě vyskytnout úhoř, který se již nenasazuje, plevelné ryby jako je střevlička východní (Pseudorasbora parva) a karas stříbřitý (Carassius auratus). Dnes se již pro zvyšování úživnosti nepoužívají hnojiva, ryby se přikrmují obilím a voda se dezinfikuje vápněním. Výlovy jsou zpravidla jednou ročně a rybníky se neletní. Nádrž v Břevské rákosině je pod správou sportovních rybářů.

### Myslivost

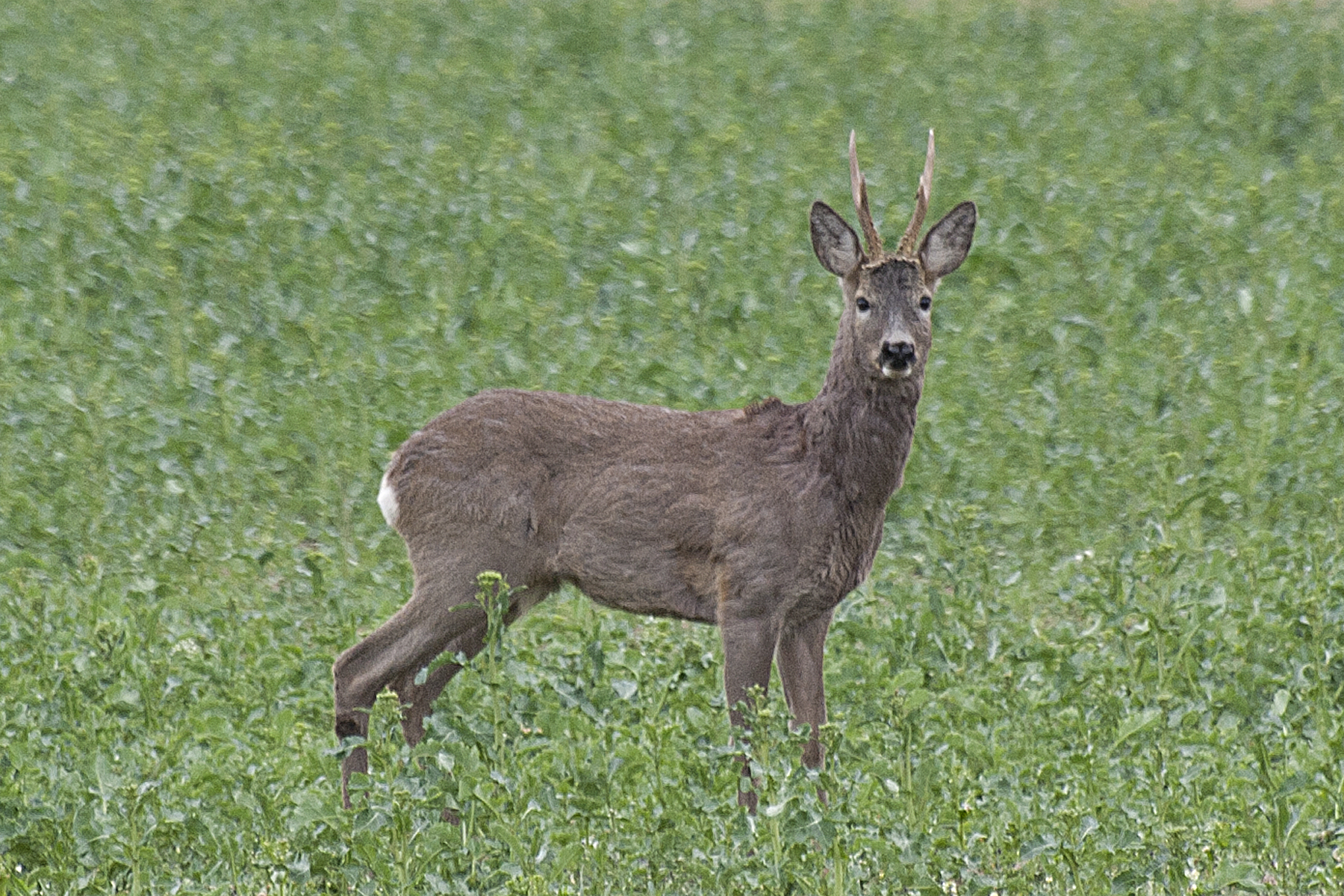
Srnec obecný (Capreolus capreolus)

Jako panská bažantnice sloužily lesy kolem Kalého od druhé poloviny 19. století a spolu s vrchem Krahulov se staly diplomatickou honitbou. Ta byla zrušena koncem 70. let 20. století a tím pádem se zrušilo i oplocení lesa. Mezi lovnou pernatou zvěř žijící v této lokalitě patří kachna divoká (Anas platyrhynchos), polák velký (Aythya ferina), polák chocholačka (Aythya fuligula) a lyska černá (Fulica atra), v okolí rybníků se loví také zajíc polní (Lepus europaeus) či srnec obecný (Capreolus capreolus). Vyskytuje se zde též liška obecná (Vulpes vulpes), která naopak loví ostatní zvěř a způsobuje tak predační tlak na místní populace. V zimním období přikrmují myslivci lovnou zvěř odpadem z obilí, řepou, kukuřicí, kaštany a žaludy.

### Těžba nerostných surovin
V Břevské rákosině se v prvních desetiletích 20. století těžila rašelina. Vzhledem ke geologickému podloží byly na tomto území pískovny, které už dnes nejsou funkční. Většina z nich je již zrekultivována. Ještě v nedávné době některé sloužily jako skládky, ale i ty byly zrekultivovány. V okolí se také těžily cihlářské hlíny.

## Ochrana přírody

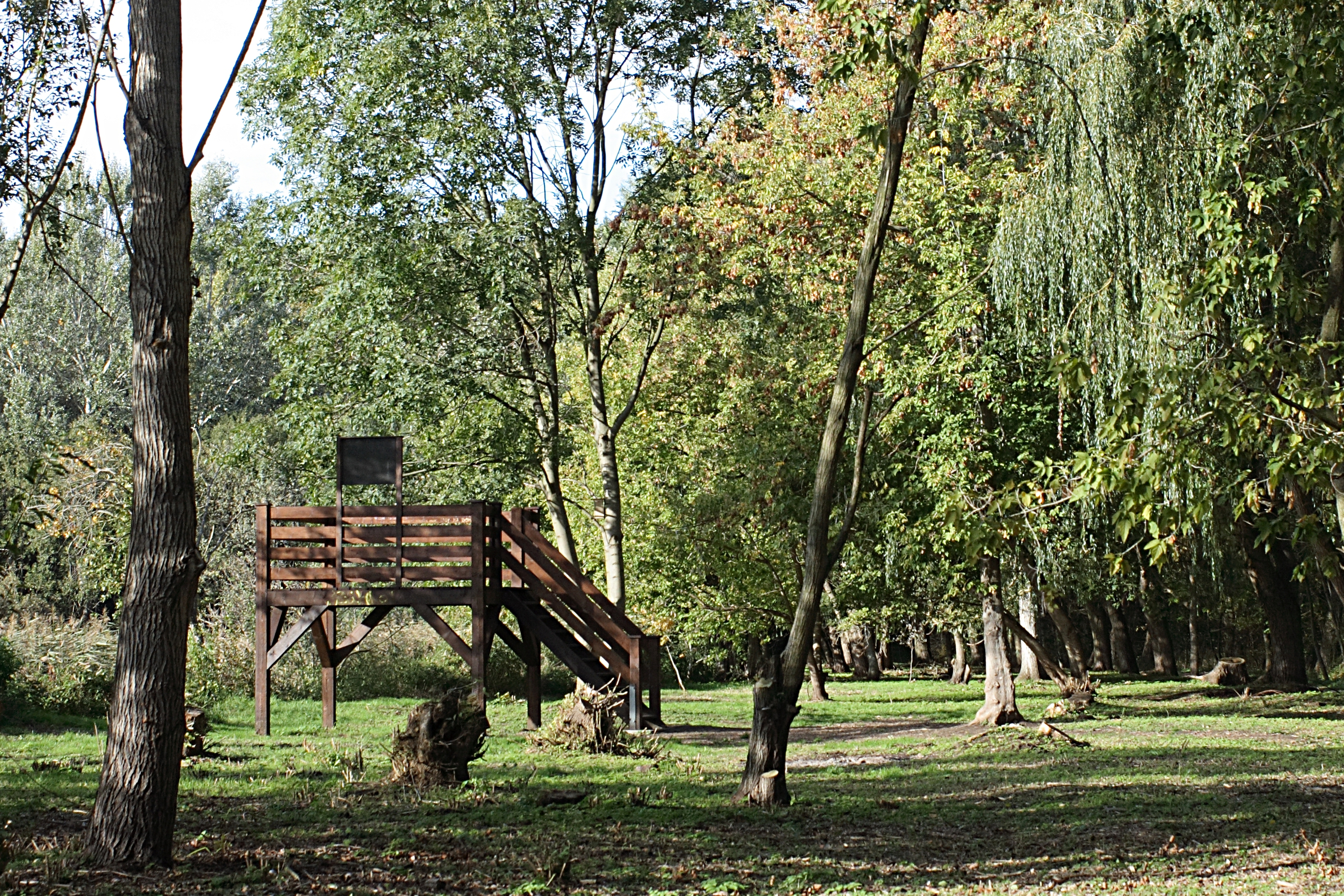
Ptačí pozorovatelna u Litovického rybníka

Hlavním předmětem péče je ochrana dochovaných přírodních společenstev rybniční soustavy s přilehlými rákosinami, mokřadními společenstvy včetně lesních porostů. Dále také hnízdiště, zimoviště a shromaždiště ptactva.

### Plán péče
Dlouhodobým cílem péče je zlepšit podmínky pro výskyt zde žijících organismů a biotopů. První návrhy na ochranu Hostivických rybníků se datují k roku 1975, přírodní památkou byly vyhlášeny roku 1996. Zatím nebyly v PP prováděny žádné zásahy ovlivňující druhové složení porostu. U rybníků by bylo potřeba provést průzkum ohledně zabahnění. Při zabahnění větším než 30 % by bylo vhodné odbahnění. Cílem lesního hospodářství je dosáhnout přirozené skladby lesa, což se neobejde bez vytěžení topolového háje za Litovickým rybníkem a na Nekejcově, který by se nahradil dubem letním. Dále se předpokládá obnova uměle pasečnou formou. V místech kde se skladba lesa blíží k přirozené, se budou porosty jen obnovovat clonnou sečí. Na celém území je nutno likvidovat porost obou druhů křídlatky a to aplikací herbicidu Roundup. V rámci ochrany živočichů je nutné doplnit budky pro netopýry a podporovat pestré keřové patro. V důsledku vysoké návštěvnosti je také potřeba provádět úklid odpadu minimálně jednou ročně.

## Turismus

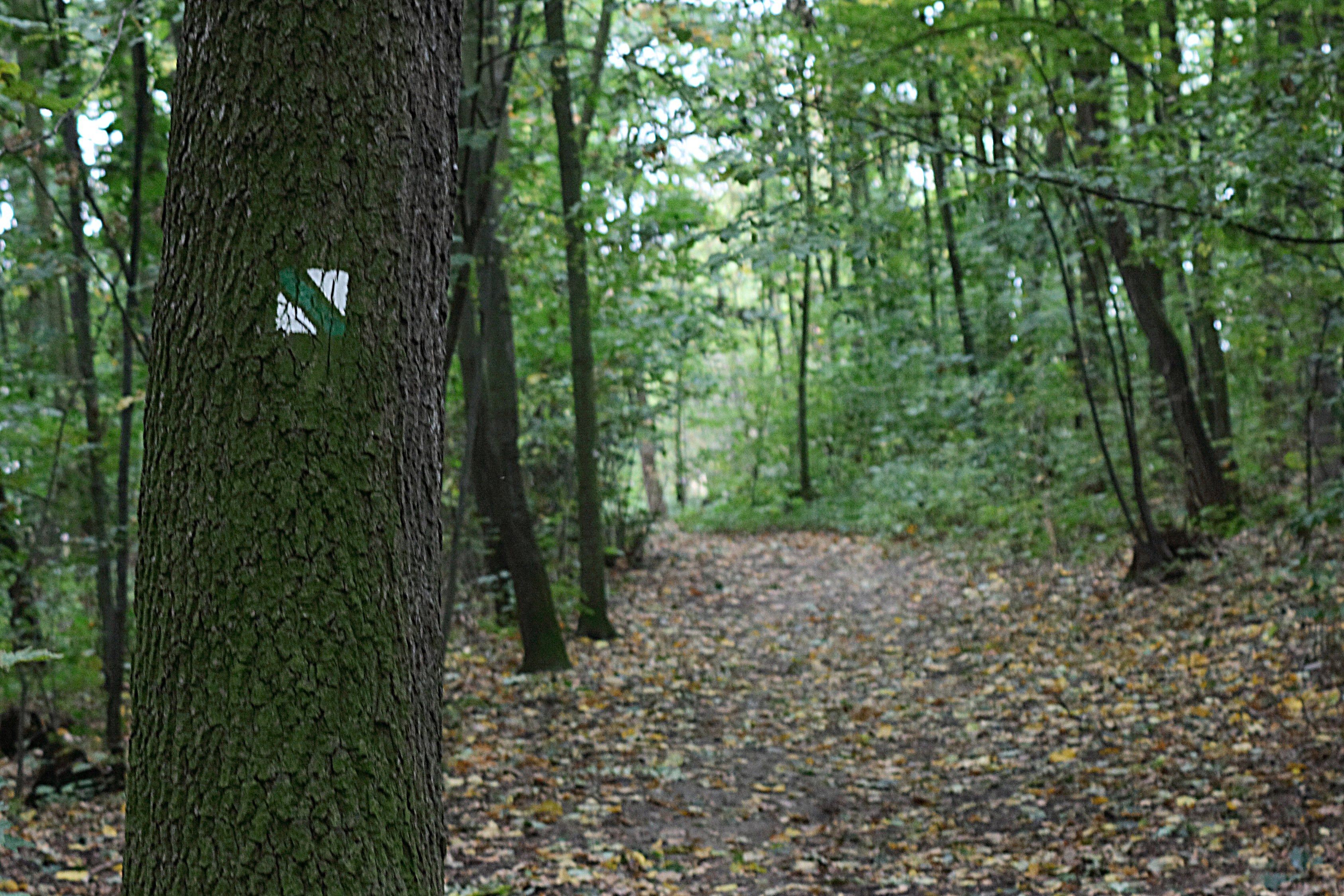
Naučná stezka v okolí Hostivických rybníků

Během 20. století docházelo k nárůstu využívání této lokality a to zejména k využívání rybníků jako přírodních koupališť. Břevský rybník byl často vyhledáván Pražany ve 30. a 40. letech 20. století. Místní učitel Antonín Uhlík dokonce roku 1919 navrhoval, aby bylo u Kalého rybníka vybudováno rekreační středisko. Tento návrh však nebyl úspěšný. Na základě studií ukazujících velmi dobrou kvalitu rašeliny v Břevském mokřadu bylo navrhováno, aby zde vznikly lázně. Ani tento záměr nakonec nebyl realizován. Jediný z rekreačních záměrů, který byl uskutečněn, byl pionýrský tábor na břehu Břevského.
Jeho stavba počala roku 1935. O tom, jak byla tato lokalita populární, svědčí i zápis v místní kronice ze dne 26. června 1976. Píše se zde, že celý areál musel být uzavřen, protože v jednu chvíli bylo na koupališti 2800 koupajících se! V roce 1980 započala rekonstrukce tohoto koupaliště, přičemž v areálu měla být postavena i restaurace. Do roku 1983 byly však položeny jen základy stavby a dokončila se stavba kabin. Restauraci se podařilo posléze dostavět, ale nebyla rentabilní, čili musela být zavřena a jako restaurace už objekt nebyl využit.

### Naučná stezka
V roce 1997 v PP Hostivické rybníky byla otevřena naučná stezka, která vede kolem Břevského a Litovického rybníka. Nově zde byla vybudována cyklostezka z Hostivic do Břve. ČSOP Hostivice také často na hrázi Litovického rybníka u ptačí pozorovatelny pořádá festival ptactva.